# Ochrona przyrody w Polsce

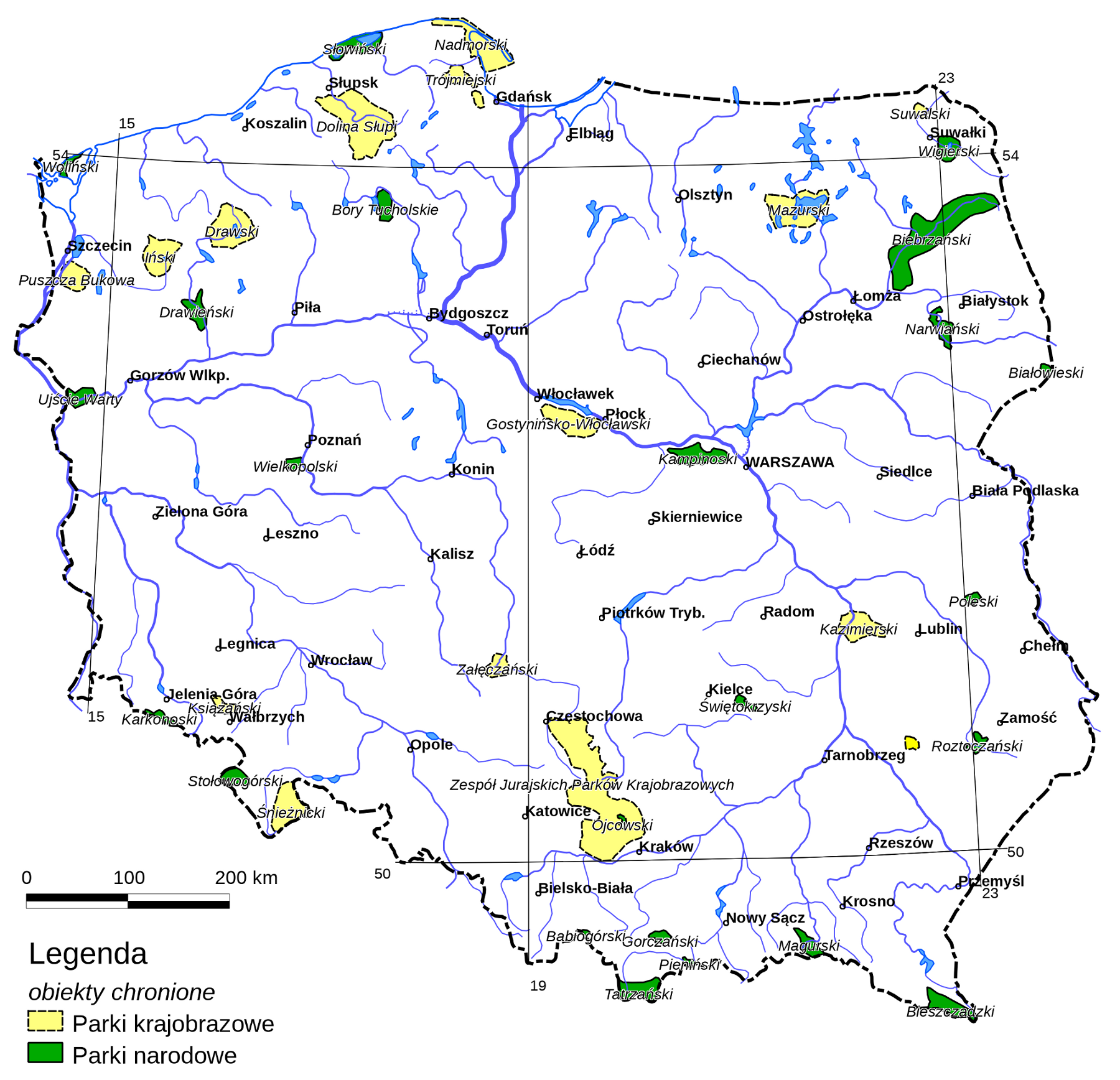
Rozmieszczenie parków narodowych (zielone obszary) i niektórych parków krajobrazowych (żółte obszary) na terenie Polski

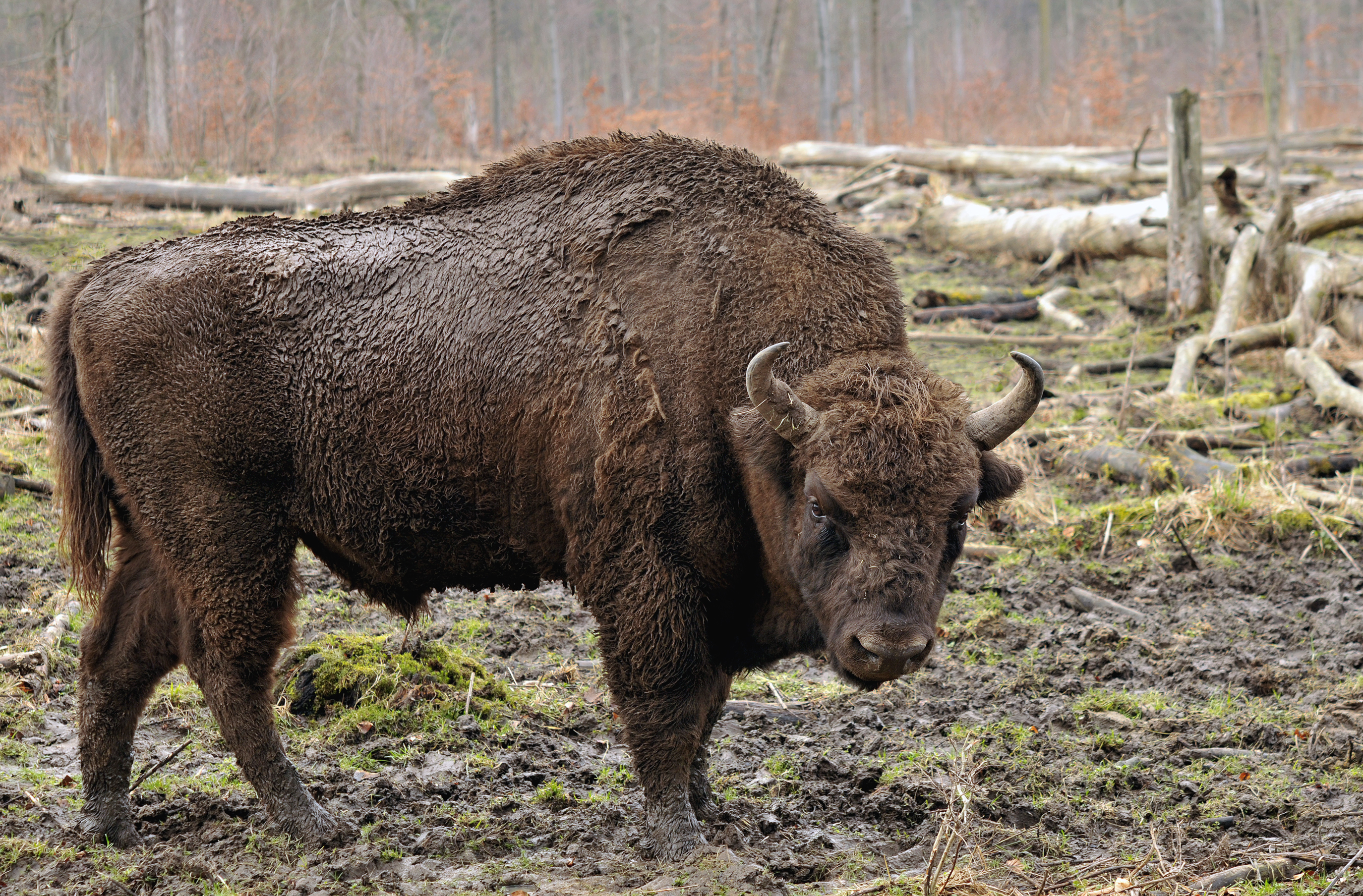
Żubra uważa się za symbol ochrony przyrody w Polsce

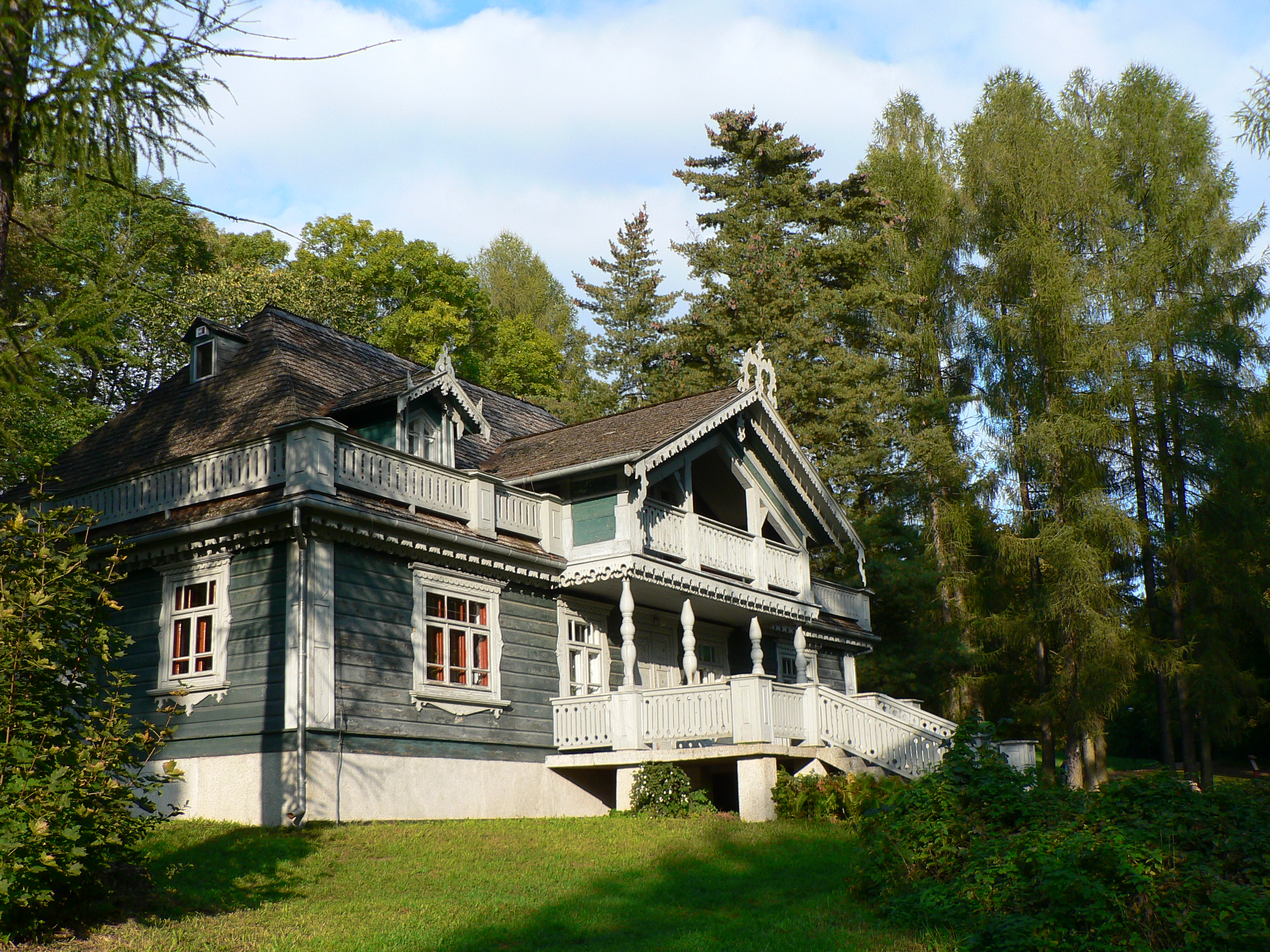
Centrum Edukacji Przyrodniczej przy Białowieskim Parku Narodowym, Polska

Ochrona przyrody w Polsce – system prawny, formy ochrony oraz działania z zakresu ochrony przyrody realizowane na terenie Polski.

## Historia ochrony przyrody w Polsce
Pierwsze ograniczenia prawne, dziś interpretowane jako przepisy chroniące przyrodę, pojawiły się już na początku istnienia państwa polskiego. Początkowo miały one jednak głównie znaczenie praktyczne – umożliwiały zachowanie na potrzeby królów i innych możnowładców cennych zasobów środowiska przyrodniczego, w tym przede wszystkim grubej zwierzyny łownej. Na przestrzeni wieków następowała ewolucja w kierunku prowadzenia ochrony z pobudek konserwatorskich, estetycznych, historycznych i naukowych.

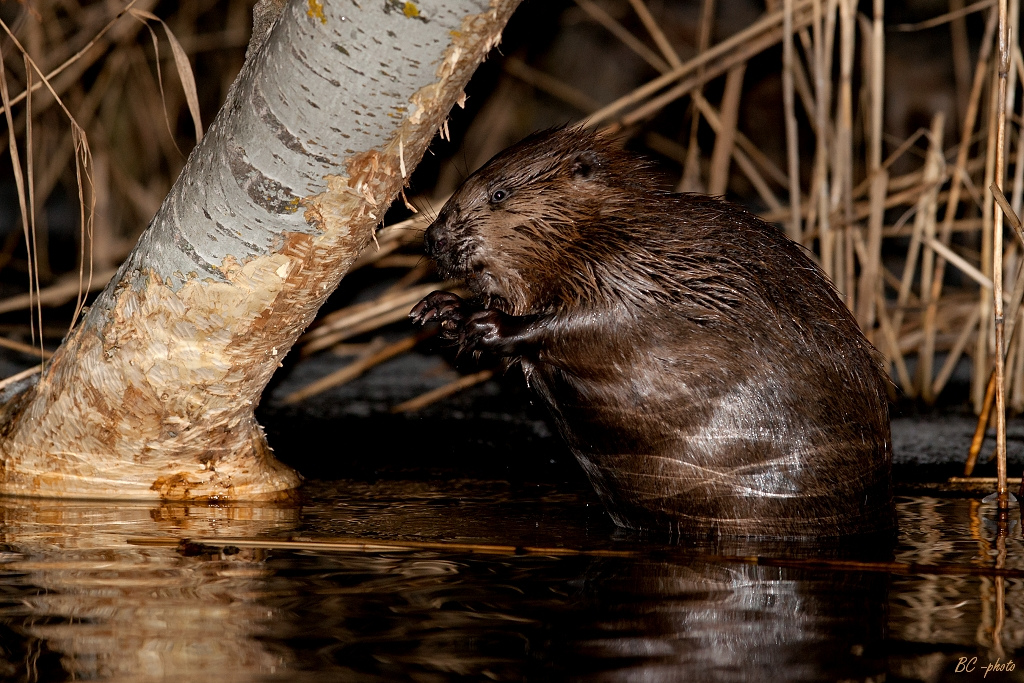
Polowania na bobry ograniczono już w XI wieku

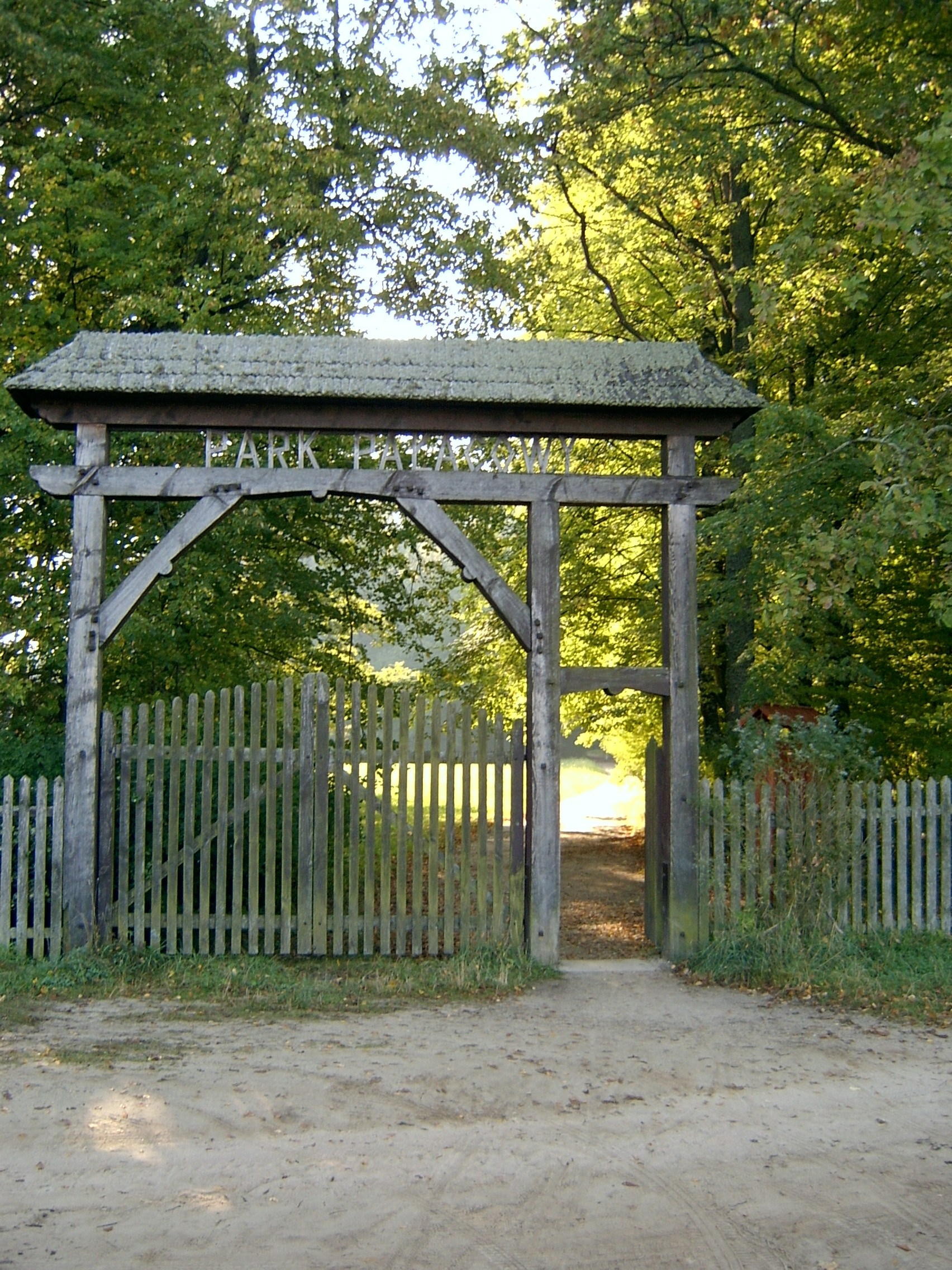
Białowieski Park Narodowy jest jednym z najstarszych parków narodowych na świecie

W XI wieku Bolesław I Chrobry ograniczył polowania na bobry. Najstarszym polskim dokumentem dotyczącym ograniczenia niekontrolowanego wykorzystania zasobów naturalnych jest Statut wiślicki (1347) wprowadzający kary za wyrąb dębów oraz drzew owocowych w cudzych lasach. Za panowania Władysława Jagiełły wprowadzono też ograniczenia w wyrębie i eksporcie drewna cisowego oraz ustanowiono okres ochronny dla zwierzyny łownej trwający od 23 kwietnia do końca żniw. W 1523 roku Zygmunt Stary unormował prawnie ochronę tura, żubra, bobra, sokoła wędrownego i łabędzi, a Stefan Batory w 1578 roku wydał dekret wprowadzający podczas tarła okresy ochronne dla ryb oraz zakazujący stosowania do ich połowu pewnych typów narzędzi, w tym sieci o zbyt drobnych oczkach.
W Polsce działania mające na celu ochronę przyrody mają długą, wywodzącą się ze średniowiecza tradycję, jednak przemyślane i planowe działania oparte na naukowych podstawach podjęto na szerszą skalę dopiero w XX wieku. Po zakończeniu I wojny światowej, w 1919 roku została powołana Państwowa Tymczasowa Komisja Ochrony Przyrody przy Ministerstwie Wyznań Religijnych i Oświecenia Publicznego. Organ ten, w 1926 roku został przekształcony w Państwową Radę Ochrony Przyrody. Na stanowisko przedstawiciela ministra Wyznań Religijnych i Oświecenia Publicznego ds. ochrony przyrody został wybrany profesor Władysław Szafer.
W 1928 roku powstała, z inicjatywy Państwowej Rady Ochrony Przyrody – Liga Ochrony Przyrody.
Po zakończeniu I wojny światowej w Polsce było 39 rezerwatów przyrody (1469 ha powierzchni). W wyniku działań Państwowej Rady Ochrony Przyrody oraz jej współpracowników w okresie międzywojennym uchwalono pierwszą w Polsce ustawę o ochronie przyrody (1934), utworzono 4500 pomników przyrody i 180 rezerwatów.
Do 1939 roku powołano też sześć obszarów chronionych nazywanych parkami narodowymi – Białowieski (1932), Pieniński (1932), Wielkopolski, Babiogórski i Tatrzański oraz Park Narodowy w Czarnohorze w Karpatach Wschodnich. Jednak ze względu na małą powierzchnię i brak odpowiedniej administracji, nie odpowiadały dzisiejszej definicji parku narodowego.
Podstawowa ustawa o ochronie przyrody została zatwierdzona przez Sejm Ustawodawczy 7 kwietnia 1949 r. Obok niej obowiązywały w Polsce specjalne rozporządzenia w sprawie ochrony gatunkowej roślin (1957), zwierząt (1952), ochrony zwierząt i prawa łowieckiego (1959) oraz liczne zarządzenia z zakresu ochrony lasów i turystyki. W 1980 roku wprowadzono w Polsce ustawę o ochronie i kształtowaniu środowiska (wielokrotnie nowelizowaną). Organem naczelnym administracji państwowej w zakresie ochrony środowiska przyrodniczego stał się Minister Środowiska.
W okresie PRL-u problemy ochrony przyrody wyszły poza gabinety specjalistów i dotarły do wszystkich obywateli. Wielki w tym udział miała Liga Ochrony Przyrody wraz ze swym miesięcznikiem „Przyroda Polska”. Wielkim sprzymierzeńcem stały się Lasy Państwowe. Powołano łącznie 23 parki narodowe, ponad 100 parków krajobrazowych oraz znacznie zwiększono liczbę rezerwatów i pomników przyrody.
W 1991 roku powołano Państwową Inspekcję Ochrony Środowiska.

## Cele

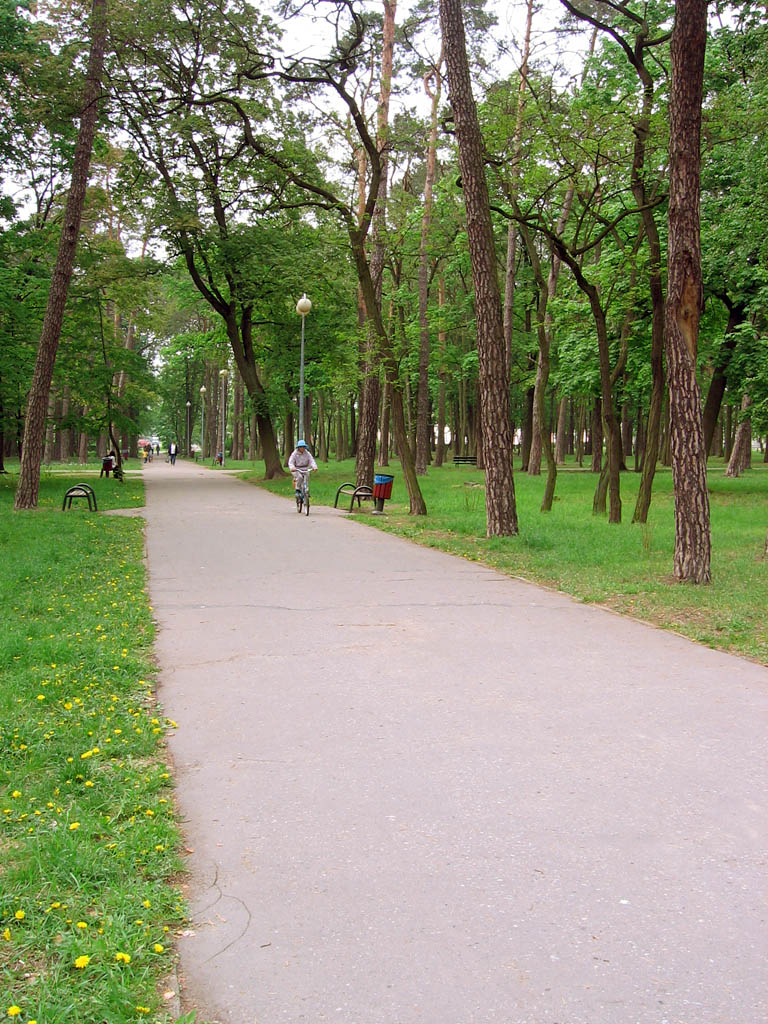
Polityka ochrony przyrody w Polsce dotyczy też zieleni kulturowej

Zgodnie z obowiązującą aktualnie Ustawą z dnia 16 kwietnia 2004 r. o ochronie przyrody celem ochrony przyrody w Polsce jest:
- utrzymanie stabilności ekosystemów i trwałości procesów ekologicznych
- zachowanie różnorodności biologicznej, w tym zapewnienie ciągłości istnienia wszystkich gatunków roślin, zwierząt i grzybów wraz z ich siedliskami
- ochrona walorów krajobrazowych, zadrzewień oraz zieleni w miastach i wsiach
- utrzymywanie lub przywracanie do właściwego stanu ochrony siedlisk przyrodniczych, a także pozostałych zasobów, tworów i składników przyrody
- zachowanie dziedzictw geologicznego i paleontologicznego
- kształtowanie właściwych postaw człowieka wobec przyrody poprzez działalność edukacyjną, informacyjną i promocyjną

Do najważniejszych powodów, dla których stosuje się ochronę przyrody, należą:
- natury estetycznej (rekreacyjne) – aby podziwiać i móc odpocząć,
- gospodarcze – aby pozyskiwać surowce i rozwijać gospodarkę,
- przyrodniczo-naukowe – aby badać gatunki dla młodszych pokoleń; aby tworzyć leki,
- społeczne – aby odpoczywać,
- historyczno-naukowe – dla pokoleń.

## Podstawy prawne
Niektóre akty prawne regulujące ochronę przyrody w Polsce to obecnie lub dawniej:
- Ustawa z dnia 10 marca 1934 r. o ochronie przyrody[16].
- Rozporządzenie Ministra Oświaty z dnia 21 kwietnia 1947 r. wydane w porozumieniu z Ministrami: Administracji Publicznej i Ziem Odzyskanych o rejestrach tworów przyrody, uznanych za podlegające ochronie[17].
- Ustawa z dnia 7 kwietnia 1949 r. o ochronie przyrody[18].
- Ustawa z dnia 16 października 1991 r. o ochronie przyrody[19]
- Ustawa z dnia 6 lipca 2001 r. o zachowaniu narodowego charakteru strategicznych zasobów naturalnych kraju[20].
- Ustawa z dnia 16 kwietnia 2004 r. o ochronie przyrody[14].

Część zapisów wyżej wymienionych ustaw i rozporządzeń wynika z podpisanych przez Polskę porozumień międzynarodowych oraz dwóch dyrektyw Unii Europejskiej, definiujących działanie programu Natura 2000.

## Formy ochrony przyrody w Polsce

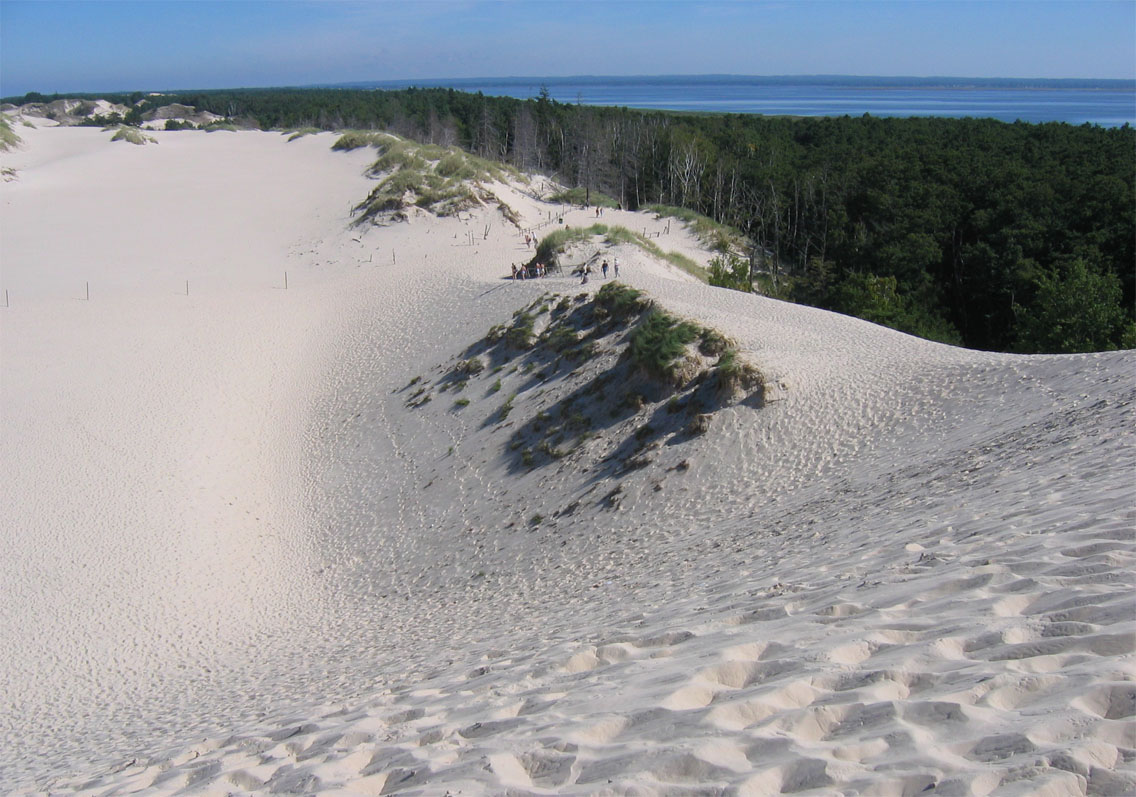
Słowiński Park Narodowy

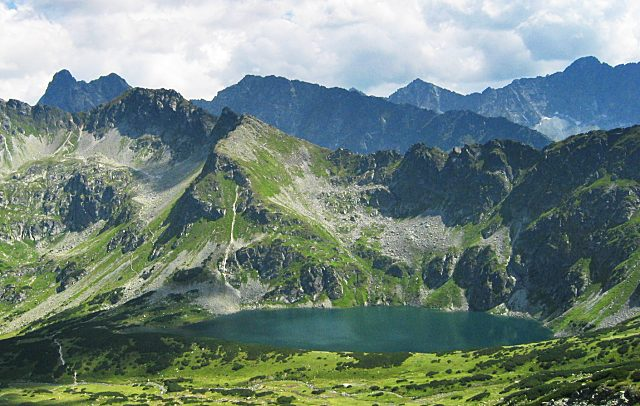
Tatrzański Park Narodowy

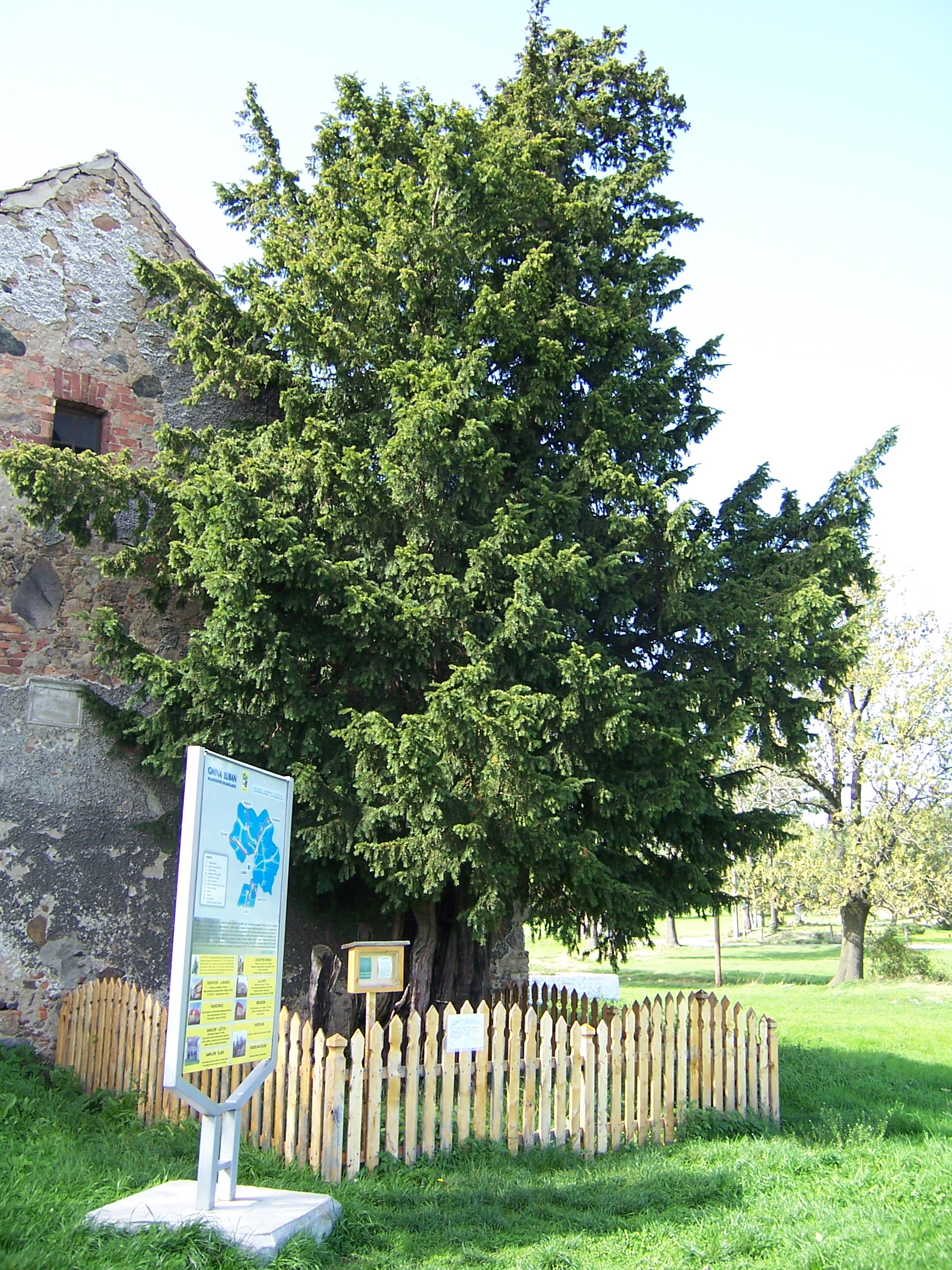
Cis Henrykowski w Henrykowie Lubańskim

Ustawa o ochronie przyrody z dnia 16 kwietnia 2004 roku ustanowiła dziesięć form ochrony przyrody. Poza ochroną gatunkową roślin, zwierząt i grzybów są to parki narodowe, rezerwaty przyrody, parki krajobrazowe, obszary chronionego krajobrazu, obszary Natura 2000, użytki ekologiczne, pomniki przyrody, stanowiska dokumentacyjne i zespoły przyrodniczo-krajobrazowe. Generalna Dyrekcja Ochrony Środowiska prowadzi centralny rejestr form ochrony przyrody. Liczbę i łączną powierzchnie obiektów poszczególnych typów według danych z 2017 roku przedstawia tabela (powierzchnie niektórych obiektów, zwłaszcza obszarów Natura 2000, mogą pokrywać się z innymi obiektami):
| Forma ochrony                     | Liczba obiektów (2023.12.04) | Liczba obiektów (2018.11.30) | Łączna powierzchnia (ha)(2018.11.30) | Liczba obiektów (2016.02.08) | Liczba obiektów (1998.31.12) |
| --------------------------------- | ---------------------------- | ---------------------------- | ------------------------------------ | ---------------------------- | ---------------------------- |
| parki narodowe                    | 23                           | 23                           | 315100                               | 23                           | 22                           |
| rezerwaty przyrody                | 1519                         | 1489                         | 169200                               | 1486                         | 1251                         |
| parki krajobrazowe                | 127                          | 122                          | 2606038                              | 122                          | 119                          |
| obszary chronionego krajobrazu    | 407                          | 386                          | 7100000                              | 396                          | 369                          |
| obszary Natura 2000               | 1003                         | 990                          | 9426142                              | 994                          | -                            |
| użytki ekologiczne                | 7769                         | 7661                         | 53400                                | 7539                         | 5830                         |
| zespoły przyrodniczo-krajobrazowe | 275                          | 352                          | 118700                               | 253                          | 138                          |
| stanowiska dokumentacyjne         | 185                          | 189                          | 958                                  | 172                          | 107                          |
| pomniki przyrody                  | 33540                        | 36232                        | –                                    | 30258                        | 33231                        |

Podstawowym składnikiem systemu ochrony są 23 polskie parki narodowe. W obrębie parków, których łączna powierzchnia zajmuje 3151 km² (bez wód przybrzeżnych Bałtyku), wydzielono na obszarze 712 km² strefy ochrony ścisłej, gdzie nie dochodzi do ingerencji człowieka w działanie ekosystemów. Na pozostałych terenach pracownicy parków i naukowcy wspierają odradzanie się naturalnej przyrody.

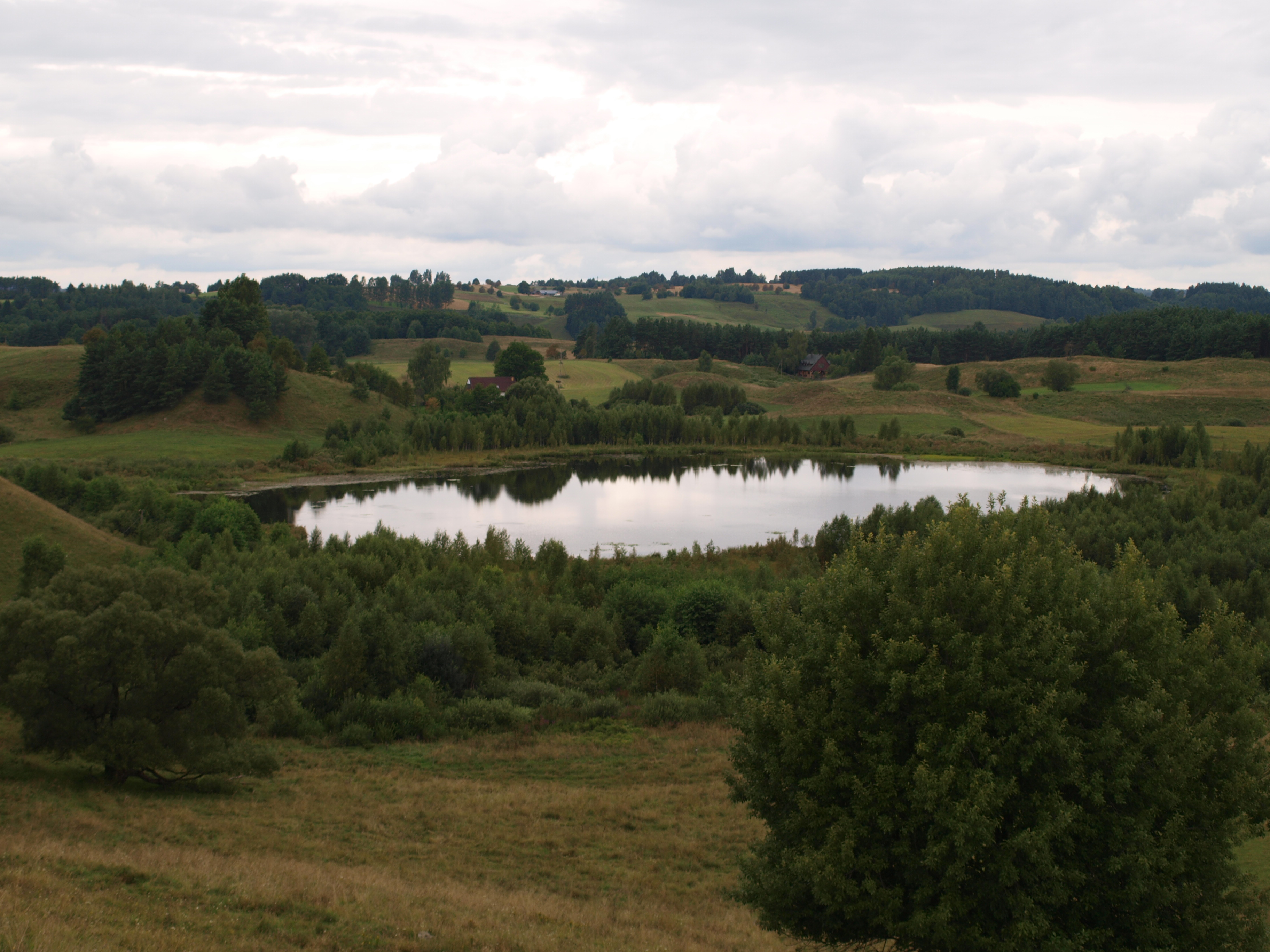
Suwalski Park Krajobrazowy

Mniejszymi, chociaż równie cennymi obiektami przyrodniczymi są rezerwaty przyrody. Jest ich w Polsce ponad 1515.
Innym ważnym składnikiem jest 127 parków krajobrazowych o łącznej powierzchni 26 260 km², a zasadniczą różnicą jest to, że można w nich prowadzić działalność gospodarczą i rolniczą. Z kolei obszary chronionego krajobrazu są łącznikiem w systemie ochrony tak, że stanowi on ciągłość. Chroni się także niewielkie odizolowane obszary (tzw. użytki ekologiczne), mniejsze fragmenty pięknych krajobrazów zespoły przyrodniczo-krajobrazowe, a także pojedyncze obiekty – pomniki przyrody i stanowiska dokumentacyjne przyrody nieożywionej.

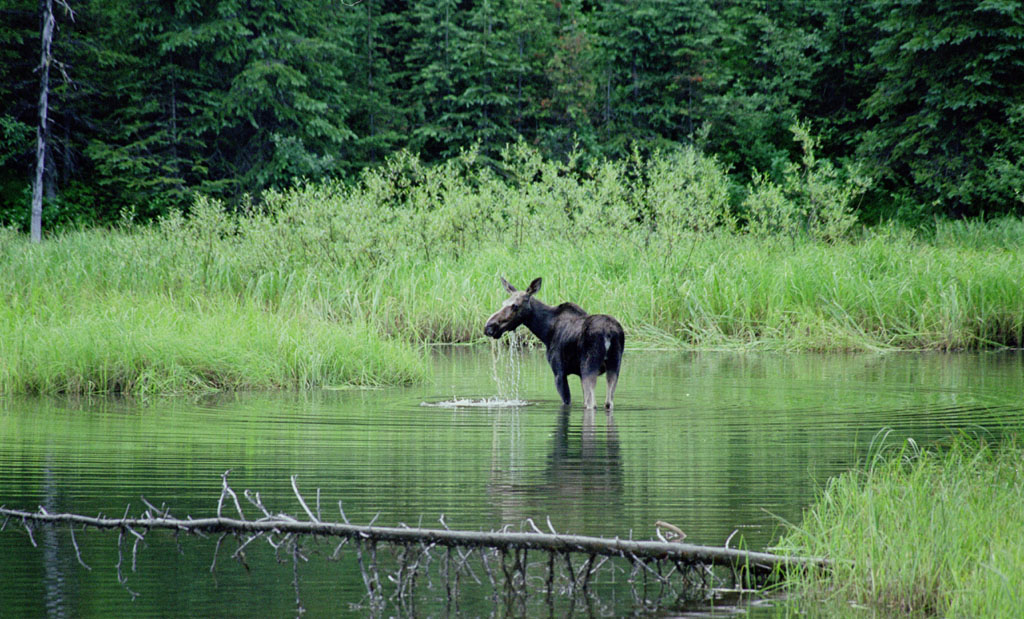
Dzięki ochronie populacja łosia w Polsce wzrosła z kilkunastu osobników w 1945 roku do około 7500 osobników obecnie

W 2004 r. rozpoczęto też wprowadzanie w Polsce europejskiej formy ochrony przyrody – obszarów Natura 2000, na których chroni się te elementy przyrody, które są zagrożone w skali Europy. Aktualnie chronią około 25% powierzchni Polski.
Niezmiernie ważnym dopełnieniem w systemie ochrony przyrody jest gatunkowa ochrona zwierząt, grzybów i roślin.
Ważnymi osiągnięciami polskiego systemu ochrony przyrody jest odbudowa krajowych populacji między innymi takich gatunków jak żubr, bóbr europejski, łabędź niemy, sokół wędrowny czy też łoś.
Powierzchnia obszarów prawnie chronionych w końcu 2018 r. wynosiła ponad 10,2 mln ha, co stanowiło 32,6% powierzchni kraju.
Na podstawie artykułu 115 ustawy o ochronie przyrody z 2004 roku Minister Środowiska wydał rozporządzenie określające wzory tablic informujących o obszarowych formach ochrony przyrody.
W Polsce powoli zyskują popularność także prywatne obszary ochrony przyrody.